# Bálint Vécsei
Bálint Vécsei (Miskolc, 13 luglio 1993) è un calciatore ungherese, centrocampista del Paks.

## Caratteristiche tecniche
Vécsei è un centrocampista molto duttile. Il suo ruolo naturale è quello di trequartista, ed è di piede sinistro anche se può giocare anche come esterno d'attacco sinistro e destro, ed anche davanti ala difesa. Come ha affermato lui stesso, preferisce giocare al centro del campo o dalla fascia sinistra per poi accentrarsi e tirare. È dotato di un buon piede sinistro ed una buona visione di gioco, bravo nel fornire assist e provare il tiro. Si ispira al centrocampista Toni Kroos.

## Carriera

### Club

#### Gli inizi all' Honvéd
Cresce calcisticamente nel Kazincbarcika, viene acquistato dalla Honvéd il 22 giugno 2008, con cui milita nelle giovanili. Esordisce nel professionismo in Nemzeti Bajnokság I tra le file degli ungheresi, l'11 maggio 2011 nella gara contro il Győr. Segnando il primo gol in prima squadra il 21 agosto 2011 nell'incontro perso 2-1 contro il Csákvár valevole per la coppa d'Ungheria. Nel frattempo sotto la guida del tecnico Marco Rossi si conquista il posto da titolare in prima squadra segnando il suo primo gol in campionato il 22 agosto 2012 contribuendo nella vittoria per 5-3 contro il Kaposvár. Dopo altre due stagioni giocate ad ottimi livelli conditi da 90 presenze e 9 gol, ad agosto 2015 lascia il club di Budapest.

#### Bologna e i prestiti a Lecce e Lugano
Il 26 agosto viene acquistato dal Bologna che lo lascia in prestito al Lecce.
Vécsei si allenava da giorni già con i giallorossi ma il transfer dall'Ungheria è arrivato solo il giorno dell'ufficialità. Il giocatore, arriva nel Salento a titolo temporaneo con diritto di opzione in favore del club giallorosso e contro riscatto da parte della società emiliana. Esordisce con il Lecce il 6 settembre, subentrando nella gara casalinga persa 3-1 contro la Fidelis Andria. La prima rete con i giallorossi arriva contro il Martina Franca, nel derby pugliese del 26 settembre terminato 1-1.
Il 6 luglio 2016 viene ceduto in prestito con diritto di riscatto al Lugano.

### Nazionale
Ha giocato nelle nazionali giovanili ungheresi Under-19 ed Under-21.
Ha esordito con la nazionale maggiore ungherese il 4 giugno 2014, nell'amichevole giocata a Budapest contro l'Albania terminata 1-0 per i magiari.

## Statistiche

### Presenze e reti nei club
Statistiche aggiornate al 3 dicembre 2023.
| Stagione           | Squadra            | Campionato         | Campionato | Campionato | Coppe nazionali | Coppe nazionali | Coppe nazionali | Coppe continentali | Coppe continentali | Coppe continentali | Altre coppe | Altre coppe | Altre coppe | Totale | Totale |
| Stagione           | Squadra            | Comp               | Pres       | Reti       | Comp            | Pres            | Reti            | Comp               | Pres               | Reti               | Comp        | Pres        | Reti        | Pres   | Reti   |
| ------------------ | ------------------ | ------------------ | ---------- | ---------- | --------------- | --------------- | --------------- | ------------------ | ------------------ | ------------------ | ----------- | ----------- | ----------- | ------ | ------ |
| 2011-2012          | Honvéd II          | NBIII              | 14         | 1          | MK              | 1               | 1               | -                  | -                  | -                  | -           | -           | -           | 15     | 2      |
| 2012-2013          | Honvéd II          | NBII               | 2          | 1          | -               | -               | -               | -                  | -                  | -                  | -           | -           | -           | 2      | 1      |
| Totale Honvéd II   | Totale Honvéd II   | Totale Honvéd II   | 16         | 2          |                 | 1               | 1               |                    | -                  | -                  |             | -           | -           | 17     | 3      |
| 2010-2011          | Honvéd             | NBI                | 3          | 0          | MK+MLK          | 0               | 0               | -                  | -                  | -                  | -           | -           | -           | 3      | 0      |
| 2011-2012          | Honvéd             | NBI                | 8          | 0          | MK+MLK          | 2+0             | 1+0             | -                  | -                  | -                  | -           | -           | -           | 10     | 1      |
| 2012-2013          | Honvéd             | NBI                | 25         | 4          | MK+MLK          | 3+1             | 0               | UEL                | 1                  | 0                  | -           | -           | -           | 30     | 4      |
| 2013-2014          | Honvéd             | NBI                | 28         | 5          | MK+MLK          | 1+1             | 0               | UEL                | 2                  | 0                  | -           | -           | -           | 32     | 5      |
| 2014-2015          | Honvéd             | NBI                | 21         | 0          | MK+MLK          | 1+2             | 0               | -                  | -                  | -                  | -           | -           | -           | 24     | 0      |
| lug.-ago. 2015     | Honvéd             | NBI                | 5          | 0          | MK              | -               | -               | -                  | -                  | -                  | -           | -           | -           | 5      | 0      |
| Totale Honvéd      | Totale Honvéd      | Totale Honvéd      | 90         | 9          |                 | 11              | 1               |                    | 3                  | 0                  |             | -           | -           | 104    | 10     |
| ago. 2015-2016     | Lecce              | LP                 | 19         | 1          | CI+CI-LP        | 0+2             | 0+1             | -                  | -                  | -                  | -           | -           | -           | 21     | 2      |
| 2016-2017          | Lugano             | SL                 | 19         | 0          | CS              | 3               | 0               | -                  | -                  | -                  | -           | -           | -           | 22     | 0      |
| 2017-2018          | Lugano             | SL                 | 24         | 0          | CS              | 2               | 1               | UEL                | 3                  | 1                  | -           | -           | -           | 29     | 2      |
| 2018-2019          | Lugano             | SL                 | 30         | 1          | CS              | 1               | 0               | -                  | -                  | -                  | -           | -           | -           | 31     | 1      |
| 2019-gen. 2020     | Lugano             | SL                 | 14         | 3          | CS              | 0               | 0               | UEL                | 4                  | 0                  | -           | -           | -           | 18     | 3      |
| Totale Lugano      | Totale Lugano      | Totale Lugano      | 87         | 4          |                 | 6               | 1               |                    | 7                  | 1                  |             | -           | -           | 100    | 6      |
| gen.-giu. 2020     | Ferencváros        | NB1                | 12         | 0          | -               | -               | -               | -                  | -                  | -                  | -           | -           | -           | 12     | 0      |
| 2020-2021          | Ferencváros        | NB1                | 14         | 1          | CU              | 3               | 0               | UCL                | 0                  | 0                  | -           | -           | -           | 17     | 1      |
| 2021-2022          | Ferencváros        | NB1                | 25         | 2          | CU              | 3               | 0               | UCL+UEL            | 4+6                | 0                  | -           | -           | -           | 38     | 2      |
| 2022-2023          | Ferencváros        | NB1                | 19         | 1          | CU              | 2               | 1               | UCL+UEL            | 4+10               | 0+1                | -           | -           | -           | 35     | 3      |
| Totale Ferencváros | Totale Ferencváros | Totale Ferencváros | 70         | 4          |                 | 8               | 1               |                    | 24                 | 1                  |             | -           | -           | 102    | 6      |
| set.-dic. 2023     | Vissel Kōbe        | J1                 | 2          | 0          | -               | -               | -               | -                  | -                  | -                  | -           | -           | -           | 2      | 0      |
| Totale carriera    | Totale carriera    | Totale carriera    | 265        | 19         |                 | 26              | 4               |                    | 34                 | 2                  |             | -           | -           | 325    | 25     |

### Cronologia presenze e reti in nazionale
| Cronologia completa delle presenze e delle reti in nazionale ― Ungheria | Cronologia completa delle presenze e delle reti in nazionale ― Ungheria | Cronologia completa delle presenze e delle reti in nazionale ― Ungheria | Cronologia completa delle presenze e delle reti in nazionale ― Ungheria | Cronologia completa delle presenze e delle reti in nazionale ― Ungheria | Cronologia completa delle presenze e delle reti in nazionale ― Ungheria | Cronologia completa delle presenze e delle reti in nazionale ― Ungheria | Cronologia completa delle presenze e delle reti in nazionale ― Ungheria |
| Data                                                                    | Città                                                                   | In casa                                                                 | Risultato                                                               | Ospiti                                                                  | Competizione                                                            | Reti                                                                    | Note                                                                    |
| ----------------------------------------------------------------------- | ----------------------------------------------------------------------- | ----------------------------------------------------------------------- | ----------------------------------------------------------------------- | ----------------------------------------------------------------------- | ----------------------------------------------------------------------- | ----------------------------------------------------------------------- | ----------------------------------------------------------------------- |
| 4-6-2014                                                                | Budapest                                                                | Ungheria                                                                | 1 – 0                                                                   | Albania                                                                 | Amichevole                                                              | -                                                                       | 55’                                                                     |
| 7-6-2014                                                                | Budapest                                                                | Ungheria                                                                | 3 – 0                                                                   | Kazakistan                                                              | Amichevole                                                              | -                                                                       | 79’                                                                     |
| 9-10-2021                                                               | Budapest                                                                | Ungheria                                                                | 0 – 1                                                                   | Albania                                                                 | Qual. Mondiali 2022                                                     | -                                                                       | 71’                                                                     |
| 12-10-2021                                                              | Londra                                                                  | Inghilterra                                                             | 1 – 1                                                                   | Ungheria                                                                | Qual. Mondiali 2022                                                     | -                                                                       | 79’                                                                     |
| 12-11-2021                                                              | Budapest                                                                | Ungheria                                                                | 4 – 0                                                                   | San Marino                                                              | Qual. Mondiali 2022                                                     | 1                                                                       |                                                                         |
| 15-11-2021                                                              | Varsavia                                                                | Polonia                                                                 | 1 – 2                                                                   | Ungheria                                                                | Qual. Mondiali 2022                                                     | -                                                                       | 90’                                                                     |
| 24-3-2022                                                               | Budapest                                                                | Ungheria                                                                | 0 – 1                                                                   | Serbia                                                                  | Amichevole                                                              | -                                                                       | 80’                                                                     |
| 29-3-2022                                                               | Belfast                                                                 | Irlanda del Nord                                                        | 0 – 1                                                                   | Ungheria                                                                | Amichevole                                                              | -                                                                       | 82’                                                                     |
| 4-6-2022                                                                | Budapest                                                                | Ungheria                                                                | 1 – 0                                                                   | Inghilterra                                                             | UEFA Nations League 2022-2023 - 1º turno                                | -                                                                       | 87’                                                                     |
| 11-6-2022                                                               | Budapest                                                                | Ungheria                                                                | 1 – 1                                                                   | Germania                                                                | UEFA Nations League 2022-2023 - 1º turno                                | -                                                                       | 87’                                                                     |
| 23-3-2023                                                               | Budapest                                                                | Ungheria                                                                | 1 – 0                                                                   | Estonia                                                                 | Amichevole                                                              | -                                                                       | 46’                                                                     |
| 27-3-2023                                                               | Budapest                                                                | Ungheria                                                                | 3 – 0                                                                   | Bulgaria                                                                | Qual. Euro 2024                                                         | 1                                                                       | 87’                                                                     |
| 23-3-2025                                                               | Budapest                                                                | Ungheria                                                                | 0 – 3                                                                   | Turchia                                                                 | UEFA Nations League 2024-2025 - Play-off                                | -                                                                       | 74’                                                                     |
| Totale                                                                  |                                                                         | Presenze                                                                | 13                                                                      |                                                                         | Reti                                                                    | 2                                                                       |                                                                         |

## Palmarès

### Club

#### Competizioni nazionali
- Campionato ungherese: 3

Ferencváros: 2020-2021, 2021-2022, 2022-2023
- Coppa d'Ungheria: 2

Ferencváros: 2021-2022
Paks: 2024-2025
- Campionato giapponese: 1

Vissel Kōbe: 2023